# Hype

Hype-kurva

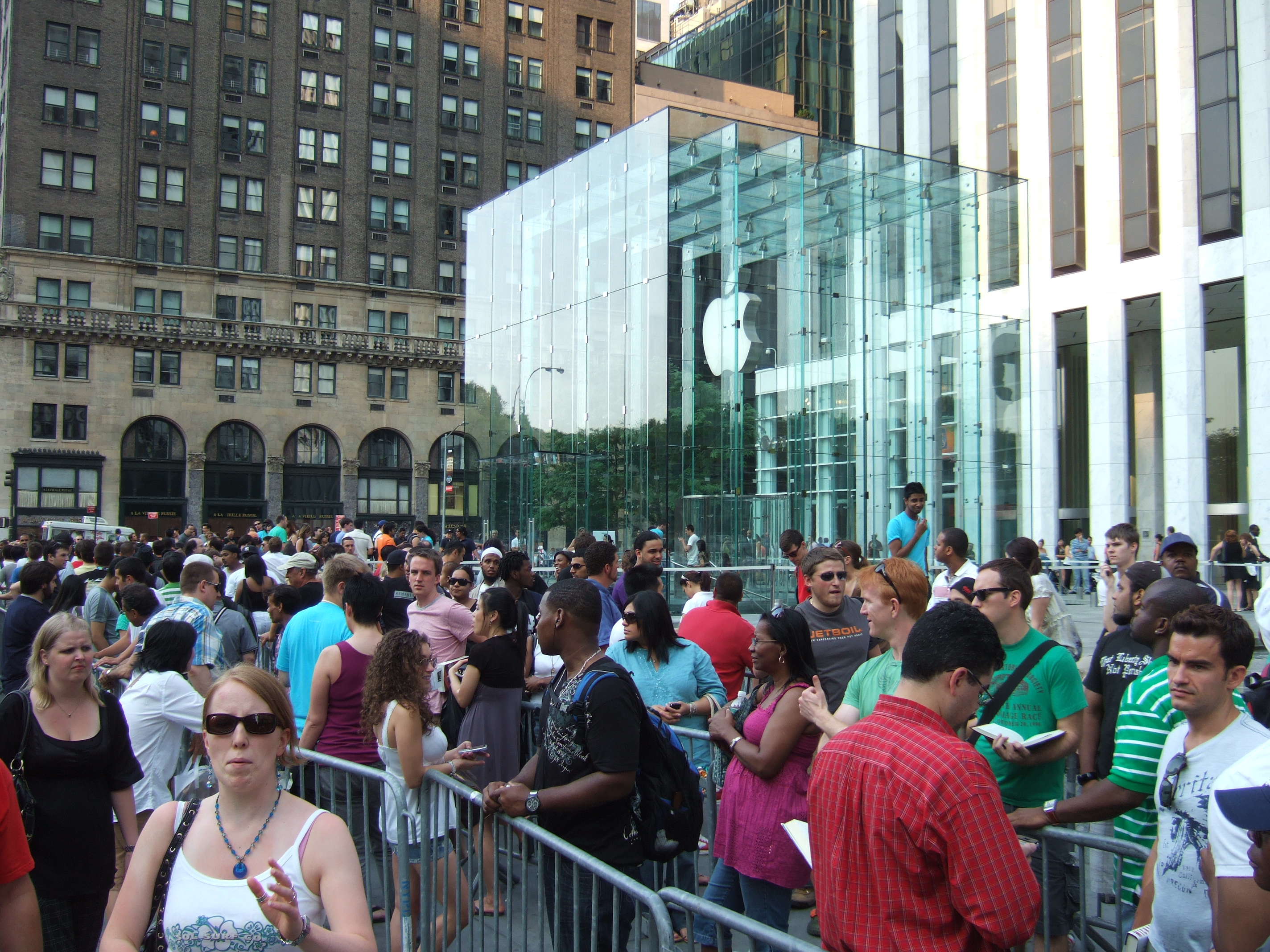
Applefans köar i New York vid släppet av Iphone 3G.

Hype eller försvenskat hajp (av engelska hyperbole, överdrift, extravagans, se hyperbol, eller möjligtvis av pundarslang för hypodermic needle) är ett uttryck som används om överdrivet optimistiska beskrivningar av nya produkter målgruppens (konsumenternas) orealistiskt uppdrivna förväntningar. Främst betecknar ordet den manipulativa marknadsföring som äger rum kring lanseringar inom musik-, film- och underhållningsbranscherna. Ett äldre lånord från franska är att något haussas upp, jämför hausse (kursrekord) på aktiebörsen.
Före releaser av stora datorspel är det särskilt vanligt att man försöker bygga upp en hype, där man överdriver och glorifierar de möjligheter som spelet kommer att ge.
Analytikerfirman Gartner, som bevakar teknikutvecklingen på många områden, använder en "hajpkurva" (engelska hype cycle) som i fem steg beskriver hur fenomenet brukar utvecklas.